# 芝加哥男孩
芝加哥男孩（英語：Chicago Boys），對一群拉丁美洲經濟學家的非正式稱呼，這些經濟學家都是年輕男性，在芝加哥大學受教育，回國後，在智利天主教大学中創立了經濟學系，因此得名。在1970年代至1980年代，在奥古斯托·皮诺切特軍事執政團統治時期，這些支持新自由主義的經濟學者，共同推動了智利經濟改革計畫，克服了惡性通貨膨脹，創造了智利奇蹟。這些經濟學家的理念主要來自於米爾頓·佛利民與阿諾德·哈柏格。

## 歷史
在1980年代，開始出現芝加哥男孩這個稱呼，用來描述一群拉丁美洲經濟學家，他們學習並支持新自由主義經濟學理論，曾留學芝加哥大學，但是這群人中，有幾位是在哈佛大學或麻省理工學院取得學位。這些拉丁美洲經濟學家，以智利籍最多，但也有其他國籍的。